# Стернатија
Стернатија (итал. Sternatia) је насеље у Италији у округу Лече, региону Апулија.
Према процени из 2011. у насељу је живело 2308 становника. Насеље се налази на надморској висини од 79 м.

## Географија
| Клима (Стернатија)         | Клима (Стернатија) | Клима (Стернатија) | Клима (Стернатија) | Клима (Стернатија) | Клима (Стернатија) | Клима (Стернатија) | Клима (Стернатија) | Клима (Стернатија) | Клима (Стернатија) | Клима (Стернатија) | Клима (Стернатија) | Клима (Стернатија) | Клима (Стернатија) |
| Показатељ \ Месец          | .Јан.              | .Феб.              | .Мар.              | .Апр.              | .Мај.              | .Јун.              | .Јул.              | .Авг.              | .Сеп.              | .Окт.              | .Нов.              | .Дец.              | .Год.              |
| -------------------------- | ------------------ | ------------------ | ------------------ | ------------------ | ------------------ | ------------------ | ------------------ | ------------------ | ------------------ | ------------------ | ------------------ | ------------------ | ------------------ |
| Средњи максимум, °C (°F)   | 12,6 (54,7)        | 13,2 (55,8)        | 15,0 (59)          | 18,3 (64,9)        | 22,6 (72,7)        | 26,8 (80,2)        | 29,2 (84,6)        | 29,6 (85,3)        | 26,2 (79,2)        | 21,8 (71,2)        | 17,6 (63,7)        | 14,2 (57,6)        | 29,6 (85,3)        |
| Средњи минимум, °C (°F)    | 5,6 (42,1)         | 5,8 (42,4)         | 7,2 (45)           | 9,5 (49,1)         | 13,1 (55,6)        | 17,0 (62,6)        | 19,5 (67,1)        | 19,9 (67,8)        | 17,3 (63,1)        | 13,7 (56,7)        | 9,9 (49,8)         | 7,1 (44,8)         | 5,6 (42,1)         |
| Количина падавина, mm (in) | 71 (28)            | 60 (23,6)          | 65 (25,6)          | 40 (15,7)          | 33 (13)            | 20 (7,9)           | 16 (6,3)           | 22 (8,7)           | 49 (19,3)          | 80 (31,5)          | 97 (38,2)          | 74 (29,1)          | 627 (246,9)        |
| [ тражи се извор ]         |                    |                    |                    |                    |                    |                    |                    |                    |                    |                    |                    |                    |                    |

## Становништво
| 1936. | 1951. | 1961. | 1971. | 1981. | 1991. | 2001. | 2011. |
| ----- | ----- | ----- | ----- | ----- | ----- | ----- | ----- |
| 2.363 | 2.581 | 2.654 | 2.346 | 2.661 | 2.811 | 2.699 | 2.426 |